# Marineministerium (Japan)
Das Japanische Marineministerium (jap. 海軍省, Kaigun-shō) war ein Ministerium im Japanischen Kaiserreich. Es bestand von 1872 bis 1945 und war für die administrative Verwaltung der Kaiserlich Japanischen Marine sowie der 1912 gegründeten Kaiserlich Japanischen Marineluftstreitkräfte zuständig.

## Geschichte

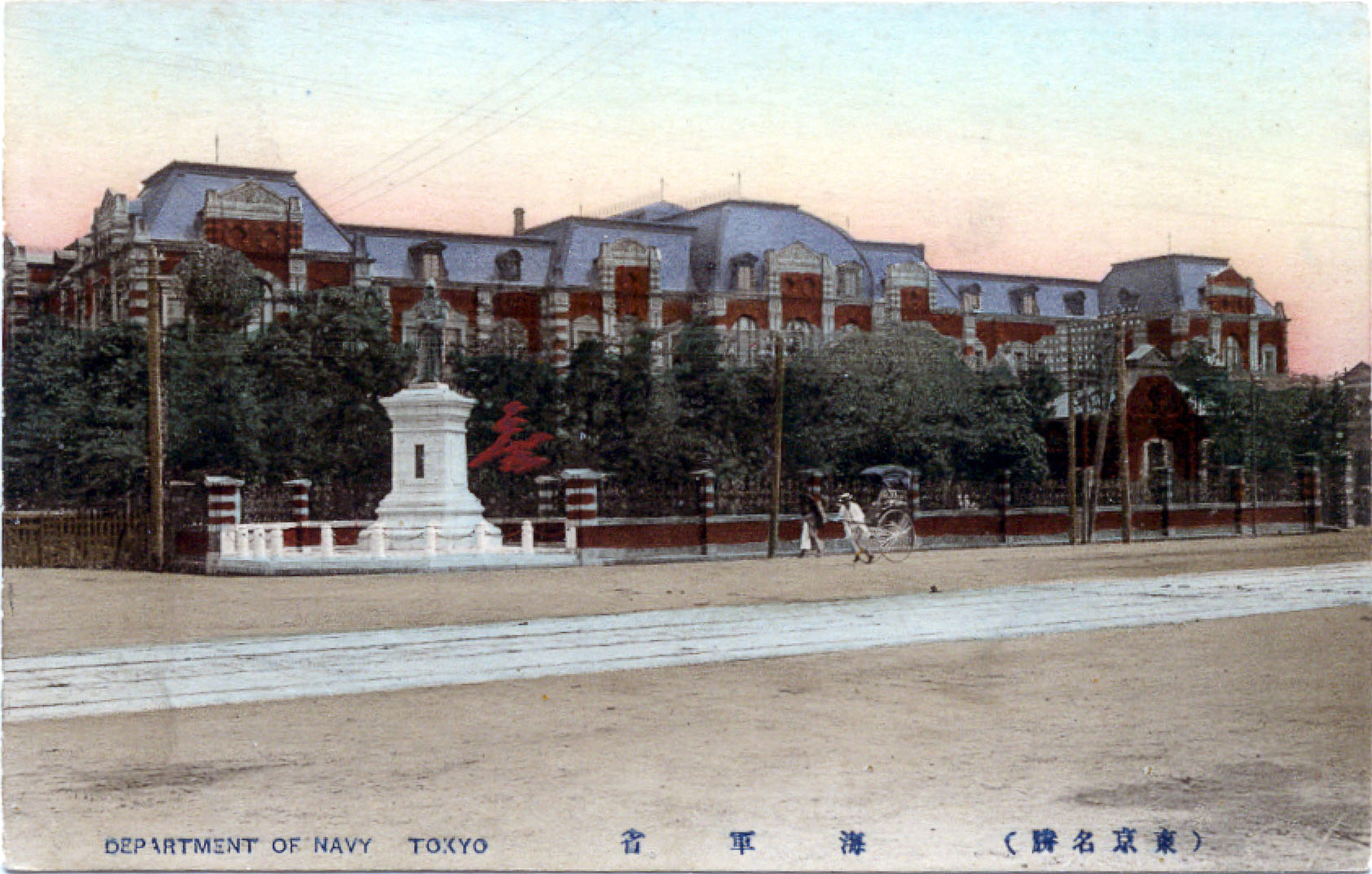
Gebäude des Marineministeriums (1890)

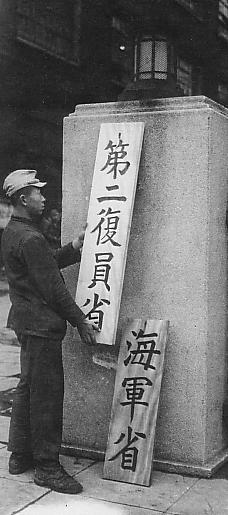
Schilderwechsel zur Umbenennung am 1. Dezember 1945

Das Marineministerium wurde 1872 zusammen mit dem Heeresministerium als Ersatz für das frühere Ministerium für militärische Angelegenheiten (兵部省, Hyōbu-shō) der frühen Meiji-Zeit gegründet. Ursprünglich hatte der Marineminister das administrative und operative Kommando über die Kaiserlich Japanische Marine inne. 
Nach der Gründung des Admiralstabes (軍令部, Gunreibu) im Jahr 1893 ging das operative Kommando auf diesen über. 
Am 30. November 1945 wurde das Marineministerium nach der Kapitulation Japans am 2. September 1945 nach der Niederlage im Zweiten Weltkrieg im Dezember 1945 in „2. Demobilisierungsministerium“ (Daini Fukuin-shō, 第二復員省) umbenannt. Es wurde 1946 mit dem „1. Demobilisierungsministerium“ (dem ehemaligen Heeresministerium) zur Demobilisierungsbehörde (Fukuin-chō) zusammengelegt. Diese wurde dann 1947 aufgelöst.

## Organisation
Der Marineminister wurde bei seiner Arbeit durch den Vize-Marineminister unterstützt. Ihm unterstanden unmittelbar die Abteilungen für Marineangelegenheiten, Personal, Ausbildung, Einsatzbereitschaft, Ingenieurwesen, Versorgung, Medizinische Angelegenheiten, Rechnungswesen, Recht sowie das Marineschiffbaukommando und das Kommando der Marineluftstreitkräfte und bis zur Schaffung des Generalstabes der Kaiserlich Japanischen Marine auch der Chef des Marinestabes.
Daneben unterstanden ihm die Marineschule, die Marinehochschule, die Ingenieurakademie, die Zahlmeisterakademie, die Geschützschule, die Tateyama-Schießschule, die Torpedoschule, die Navigationsschule, die Wetterschule, die Kommunikationsschule, die Hofu-Kommunikationsschule, die Radarschule, die U-Boot-Schule, die U-Boot-Abwehrschule, die Ingenieurschule, die Dainan-Ingenieurschule, die Schule für Bauwesen, die Numazu-Schule für Bauwesen, die Medizinische Schule, die Kamo-Sanitätsschule und die Totsuka-Sanitätsschule.

## Marineminister
Die Marineminister wurden aus den Reihen der aktiven Admirale und Vizeadmirale ernannt und führten zunächst den Titel eines Seelords.

### Marineminister(kaigun-kyō)im Dajōkan
- Katsu Kaishū (1872–1878)
- Kawamura Sumiyoshi (1878 – 1880, 1881 – 1885)
- Enomoto Takeaki (28. Februar 1880 – 7. April 1881)

### Marineminister(kaigun-daijin)im Kabinett
| Nummer | Name               | Porträt      | Kabinett           | Amtszeit            | Amtszeit           |
| Nummer | Name               | Porträt      | Kabinett           | Beginn der Amtszeit | Ende der Amtszeit  |
| ------ | ------------------ | ------------ | ------------------ | ------------------- | ------------------ |
| 1      | Saigō Tsugumichi   |              | Itō I              | 22. Dezember 1885   | 30. April 1888     |
| 2      | Saigō Tsugumichi   | Kuroda       | 30. April 1888     | 24. Dezember 1889   |                    |
| 3      | Saigō Tsugumichi   | Yamagata I   | 24. Dezember 1889  | 17. Mai 1890        |                    |
| 4      | Kabayama Sukenori  | Yamagata I   |                    | 17. Mai 1890        | 6. Mai 1891        |
| 5      | Kabayama Sukenori  | Matsukata I  | 6. Mai 1891        | 8. August 1892      |                    |
| 6      | Nire Kagenori      |              | Itō II             | 8. August 1892      | 11. März 1893      |
| 7      | Saigō Tsugumichi   |              | Itō II             | 11. März 1893       | 11. September 1896 |
| 8      | Saigō Tsugumichi   | Matsukata II | 11. September 1896 | 12. Januar 1898     |                    |
| 9      | Saigō Tsugumichi   | Itō III      | 12. Januar 1898    | 30. Juni 1898       |                    |
| 10     | Saigō Tsugumichi   | Ōkuma I      | 30. Juni 1898      | 8. November 1898    |                    |
| 11     | Yamamoto Gonnohyōe |              | Yamagata II        | 8. November 1898    | 19. Oktober 1900   |
| 12     | Yamamoto Gonnohyōe | Itō IV       | 19. Oktober 1900   | 2. Jun 1901         |                    |
| 13     | Yamamoto Gonnohyōe | Katsura I    | 2. Juni 1901       | 7. Januar 1906      |                    |
| 14     | Saitō Makoto       |              | Saionji I          | 7. Januar 1906      | 14. Juli 1908      |
| 15     | Saitō Makoto       | Katsura II   | 14. Juli 1908      | 30. August 1911     |                    |
| 16     | Saitō Makoto       | Saionji II   | 30. August 1911    | 21. Dezember 1912   |                    |
| 17     | Saitō Makoto       | Katsura III  | 21. Dezember 1912  | 20. Februar 1913    |                    |
| 18     | Saitō Makoto       | Yamamoto I   | 20. Februar 1913   | 16. April 1914      |                    |
| 19     | Yashiro Rokurō     |              | Ōkuma II           | 16. April 1914      | 8. Oktober 1915    |
| 20     | Katō Tomosaburō    |              | Ōkuma II           | 8. Oktober 1915     | 9. Oktober 1916    |
| 21     | Katō Tomosaburō    | Terauchi     | 9. Oktober 1916    | 29. September 1918  |                    |
| 22     | Katō Tomosaburō    | Hara         | 29. September 1918 | 13. November 1921   |                    |
| 23     | Katō Tomosaburō    | Takahashi    | 13. November 1921  | 12. Juni 1922       |                    |
| 24     | Katō Tomosaburō    | Katō         | 12. Juni 1922      | 15. Mai 1923        |                    |
| 25     | Takarabe Takeshi   | Katō         |                    | 15. Mai 1923        | 2. September 1923  |
| 26     | Takarabe Takeshi   | Yamamoto II  | 2. September 1923  | 7. Januar 1924      |                    |
| 27     | Murakami Kakuichi  |              | Kiyoura            | 7. Januar 1924      | 11. Juni 1924      |
| 28     | Takarabe Takeshi   |              | Katō               | 11. Juni 1924       | 30. Januar 1926    |
| 29     | Takarabe Takeshi   | Wakatsuki I  | 30. Januar 1926    | 20. April 1927      |                    |
| 30     | Okada Keisuke      |              | Tanaka             | 20. April 1927      | 2. Juli 1929       |
| 31     | Takarabe Takeshi   |              | Hamaguchi          | 2. Juli 1929        | 3. Oktober 1930    |
| 32     | Abo Kiyokazu       |              | Hamaguchi          | 3. Oktober 1930     | 14. April 1931     |
| 33     | Abo Kiyokazu       | Wakatsuki II | 14. April 1931     | 13. Dezember 1931   |                    |
| 34     | Ōsumi Mineo        |              | Inukai             | 13. Dezember 1931   | 26. Mai 1932       |
| 35     | Okada Keisuke      |              | Saitō              | 26. Mai 1932        | 9. Januar 1933     |
| 36     | Ōsumi Mineo        |              | Saitō              | 9. Januar 1933      | 8. Juli 1934       |
| 37     | Ōsumi Mineo        | Okada        | 8. Juli 1934       | 9. März 1936        |                    |
| 38     | Nagano Osami       |              | Hirota             | 9. März 1936        | 2. Februar 1937    |
| 39     | Yonai Mitsumasa    |              | Hayashi            | 2. Februar 1937     | 4. Juni 1937       |
| 40     | Yonai Mitsumasa    | Konoe I      | 4. Juni 1937       | 5. Januar 1939      |                    |
| 41     | Yonai Mitsumasa    | Hiranuma I   | 5. Januar 1939     | 30. August 1939     |                    |
| 42     | Yoshida Zengo      |              | Abe                | 30. August 1939     | 16. Januar 1940    |
| 43     | Yoshida Zengo      | Yonai        | 16. Januar 1940    | 22. Juli 1940       |                    |
| 44     | Yoshida Zengo      | Konoe II     | 22. Juli 1940      | 5. September 1940   |                    |
| 45     | Oikawa Koshirō     | Konoe II     |                    | 5. September 1940   | 18. Juli 1941      |
| 46     | Oikawa Koshirō     | Konoe III    | 18. Juli 1941      | 18. Oktober 1941    |                    |
| 47     | Shimada Shigetarō  |              | Tōjō               | 18. Oktober 1941    | 17. Juli 1944      |
| 48     | Nomura Naokuni     |              | Tōjō               | 17. Juli 1944       | 22. Juli 1944      |
| 49     | Yonai Mitsumasa    |              | Koiso              | 22. Juli 1944       | 7. April 1945      |
| 50     | Yonai Mitsumasa    | Suzuki       | 7. April 1945      | 17. August 1945     |                    |
| 51     | Yonai Mitsumasa    | Higashikuni  | 17. August 1945    | 9. Oktober 1945     |                    |
| 52     | Yonai Mitsumasa    | Shidehara    | 9. Oktober 1945    | 1. Dezember 1945    |                    |

## Weblink
- Imperial Japanese Navy